# Dave Heineman
David Eugene "Dave" Heineman ( Falls City, Nebraska, 12 de maig de 1948) és un polític estatunidenc del  Partit Republicà i governador de Nebraska entre 2005 i 2015.